# عرام
عرّام (بفتح العين) هي قرية تابعة لمعتمدية مارث من ولاية قابس بالجنوب التونسي.
قرية "عـرّام" لؤلؤة صغيرة. تقع غرب المتوسط على سهل منبسط ضعيف الانحدار لا يتجاوز عشر درجات بين البحر والجبل إذ لا يفصلها عن البحر سوى عشر كيلومترات يحدّها غربا وادي -زقزاو- وجنوبا عمادة سيدي التواتي وشمالا العلايا وشـرقا وادي الزّاس. هذه القرية الصغيرة التي تربط بين الجبل والبحـرتقع على التخوم فهي آخر نقطة من ولاية قابس. تنتسب إداريا إلى معتمــدية مارث تمتد على رقعة جغرافية تمسح 9300 هكتار. مناخها شبه جاف. تربتها هشّـة. معدّل التســاقطات فيها لا يتجـاوز 150مم/س. 
الموقع
تحتل القرية موقعا متميزا فهي بوابة الولاية إلى الجنوب وهي منفذ إلى الشمال وإلى المناطق الساحلية كجزيرة جربة إذ تقع على الطريق الوطـنية رقم 1 ,هذا ما أنبأتنا به الجغرافيا ولنستمع قليلا إلى التاريــخ.
قصتها
"عرّام" قرية ضاربة في القدم عريقة عراقة أهلها- وللمؤرخين والجغرافيـين حديث مطول عنها فقد تحدث التجاني عنها فقال:
"الجاس قرية ضخمة ذات أشجار كثيرة ولها غابة متسـعة فيها عين عذبة المياه غير أنها مستوبئة وأخبرني أهلها أنهم احتفروا في هذا الوقــت بئرا عذبة المياه سالمة من الوباء يشربون منها ويسقون من تلك العين حميرهم وزروعهم, ثم يقول:رأيت بها مسجدا يذكر أهلها أن له فضلا مشهودا عندهم وأن الدعاء مســتجاب عنده (هكذا). لقد أظهر بعض زهادهم به الاغتباط فلازم به الرباط وإن كان هذا المرابط وجميع أهل البلدة على المذهب السنّي..."
أما الرحّآلة العيّاشي فيقول في رحلته:" قرية صغيرة فيها مزارات كثيرة..."
و قد وصفها الورثلاثي في رحلته نزهة المشتاق ص 652 : بأنها طيبة ذات مياه عذبـة ونخل ومزارع وبساتين... فيها روضات مبنية كالنجوم في السماء..."
تاريخها
هذا ما أخبرت به كتب التاريخ عن "عرّام" أما الواقع فله حديث آخر فمن الآثار بالمنطقة ما يؤكد عراقتها ويشير إلى تجذرها في التايخ فبجنوب المدينة نجد أثارا تعود إلى التاريخ الروماني أو التاريخ المرابطي لا نعلم تحديدا لأن المباحث الأثرية لا تولي عناية بالمكان.
وللقرية طابع معماري متميز يقف شاهدا على رحى حرب طاحنة دارت فوق ربــوعها فحولتها أثرا بعد عين هي الحرب العالمية الثانية بين المحورو الحلفاء حرب جلبت العديد من المآسي للقرية وأهلها فدمّرت عمرانها وشردت أهاليها وروّعتهم... أثارها لا تزال إلى يوم الناس هذا تقف شاهدا على جبروت الإنسان وبطشه, خط حربي من الشمال توّج بمتحف عسكري وهندسة معمارية تركت بصمات المستعمر الآثم في هذه الربوع تمثّلت في المدينة العتيقة كتعويض عن الحرب وضحاياها.
لئن اعتبر الاقتصاد قطاعا حيويا لدى سكان المنطقة فقد ارتكز أساسا على القطاع الفلاحي الذي يستقطب أغلبية الأنشطة الفلاحية والنشطين. وتقع أغلب الأراضي الفلاحيــة في شرق المدينة وهي تتميز بتنوع الأنشطة الفلاحية فنجد زراعات بعلية تعتــمد على مياه الأمطار منها زراعة الشعير والزياتين وأخرى سقوية والتي تمثل النشاط الفلاحي الأهم في المنطقة تقوم أساسا على مياه الري الكامنة أساسا في الأحواض الجوفية المترسـبة منذ أحقاب زمنية طويلة تتمثل في إنتاج التمور والرمان إضافة إلى المشمش والعلف الموجه للحيوانات وزراعة الخضر والبقول وقد اهتم أهالي المنطقة إضافة إلى القطاع الزراعي بقـطاع تربية الماشية.